# Шараф аз-Заман Тахир аль-Марвази
Шараф аз-Заман Тахир аль-Марвази (араб. شرف الزمان طاهر المروزي‎; 1056/57—1124/25) — средневековый врач, автор книги «Природа (естество) животных» (كتاب طبائع الحيوان البحري والبري Китаб Табаи аль-Хайяван аль-Бахри валь-Барри).
Родился в городе Мерв. Аль-Марвази служил врачом при дворе сельджукского султана Мелик-шаха I и его наследников. Как врач, он описал наблюдения паразитических червей.

## Труды
Опирался как на работы Аристотеля, Диоскорида, Галена, Орибасия, Тимофея Газийского, Павла Эгинского, так и мусульманского ученого Аль-Джахиза. Его единственный дошедший труд состоит из пяти частей:
- О природе людей
- О домашних и диких четвероногих.
- О сухопутных и морских птицах.
- О ядовитых созданиях
- О морских животных.

Существует несколько рукописей его труда под названием «Природа животных» («Таба’и ал-хайаван»). Одна из них была использована В. Ф. Минорским при переводе на английский язык части, касающейся народов Индии, Тибета и Китая, причем в главе о Китае оказалась часть «Анонимной записки» о восточнославянских народах.
Помимо известных и сокращенных материалов из «Анонимой записки», аль-Марвази приводит оригинальные известия о северных народах веси и югре, а также совершенно уникальные сведения о принятии русами христианства в 912/913 гг. и последующем переходе их в ислам:

Что касается русов (ар-русийа), то они живут на острове в море. Расстояние острова — 3 дня пути, в нём заросли деревьев и чащи, а около него — озеро. Они (русы) многочисленны; рассказывают, что средства, необходимые для жизни, и приобретение прибыли [они добывают] мечом. Если у них умирает мужчина, имеющий дочерей и сыновей, он отдает свое состояние дочери, а сыновьям выделяет меч и говорит, что [, мол,] отец твой добывал состояние мечом, [так] следуй ему и поступай, как он. Случилось у них так, что приняли они христианство в 300 [912—13] году [по хиджре]. А когда стали христианами, притупила вера их мечи, закрылись перед ними двери добычи, и принесло им [это] вред и крах. Стало недоставать им средств к жизни, и захотели они [обратиться] в ислам, чтобы возможными стали для них война и борьба и [чтобы] вернуться к привычкам, которые были у них. Направили послов к правителю Хорезма, группой в 4 человека из [числа] приближенных царя. У них [есть] независимый царь, [который] называет сам себя и титулуется буладмир, как называют царя тюрков хакан, а царя булгар — б.т.л.ту. Прибыли послы их в Хорезм, выполнили свою миссию, [получив] разъяснение от хорезмшаха, так что захотели в ислам. Послал к ним [хорезмшах учителей], чтобы научить их закону ислама и обратить в ислам. Они — люди сильные, могучие, отправляются пешими к отдаленным местам для разбоя, и идут также на кораблях в Хазарское море, захватывают корабли и отнимают богатство, и отправляются в Константинополь, в море Понт и [текущий] в него канал. В прежние времена ходили однажды в море Хазарское и овладели Барда'а на время. Их мужество и доблесть известны [тем, что] один из них соответствует нескольким из всего народа. Если бы были у них верховые животные и всадники, то усилились бы беды из-за них у людей.
Пишет о неких франках в составе Византии в XI веке: Рум состоит из разных видов и классов. К ним относятся франки (ифрандж) — люди, обладающие мужеством и доблестью, которые ищут драки и не против убивать (быть убитыми?). Они покорили многие из (земель), соседствующих с исламскими странами. К ним относятся грузины, Внутренняя и Внешняя Армении, аланы, люди Трона (ас-Сарир) (The Rūm are of various kinds and classes. To them belong the Franks (Ifranj) who are a people possessing courage and valour, who seek fights and do not mind killing (being killed?). They have conquered many of (the lands) neighbouring on the Islamic countries. To them belong the Georgians, the Inner and Outer Armenias, the Alāns, the people of the Throne (al-Sarīr)).